# Karang Pendeta
Karang Pendeta is een bestuurslaag in het regentschap Ogan Komering Ulu Selatan van de provincie Zuid-Sumatra, Indonesië. Karang Pendeta telt 1618 inwoners (volkstelling 2010).